# Orlando Hubbs

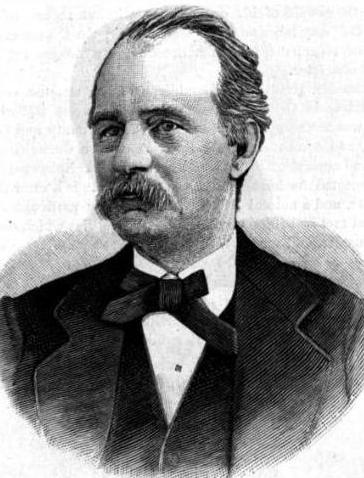
Orlando Hubbs

Orlando Hubbs (* 18. Februar 1840 in Commack, Suffolk County, New York; † 5. Dezember 1930 in Smithtown, New York) war ein US-amerikanischer Politiker. Zwischen 1881 und 1883 vertrat er den Bundesstaat North Carolina im US-Repräsentantenhaus.

## Werdegang
Orlando Hubbs besuchte die öffentlichen Schulen seiner Heimat. Im Jahr 1856 zog er nach Northport, wo er im Kutschen- und Wagenbau arbeitete. Danach wurde er in Hunters Point Schiffszimmermann. Nach dem Bürgerkrieg zog Hubbs nach New Bern in North Carolina, wo er im Handel tätig wurde. In North Carolina war er an der Gründung der dortigen Republikanischen Partei beteiligt, deren Mitglied er auch wurde. Zwischen 1871 und 1881 war er Sheriff im Craven County.
Bei den Kongresswahlen des Jahres 1880 wurde er im zweiten Wahlbezirk von North Carolina in das US-Repräsentantenhaus in Washington, D.C. gewählt, wo er am 4. März 1881 die Nachfolge von William H. Kitchin antrat. Da er im Jahr 1882 auf eine erneute Kandidatur verzichtete, konnte er bis zum 3. März 1883 nur eine Legislaturperiode im Kongress absolvieren. Nach seinem Ausscheiden aus dem US-Repräsentantenhaus kehrte Hubbs 1890 nach New York zurück, wo er sich in Central Islip niederließ. Dort arbeitete er in der Landwirtschaft. Zwischen 1902 und 1908 war er Abgeordneter in der New York State Assembly; in den Jahren 1910 und 1911 gehörte er dem dortigen Staatssenat an. Orlando Hubbs verbrachte seinen Lebensabend in Smithtown, wo er am 5. Dezember 1930 verstarb.